# Dasyomma caeruleum
Dasyomma caeruleum är en tvåvingeart som beskrevs av Macquart 1840. Dasyomma caeruleum ingår i släktet Dasyomma och familjen bäckflugor. Inga underarter finns listade i Catalogue of Life.